# 무어 크릭 다리 전투
무어 크릭 다리 전투(Battle of Moore’s Creek Bridge)는 미국 독립 전쟁 중 1776년 2월 27일, 노스캐롤라이나의 윌밍턴 근처에서 진행된 전투이다. 노스캐롤라이나 식민지의 패트리엇(독립지지자)이 스코틀랜드계의 로열리스트(영국왕 충성파)에서 승리한 결과, 미국 독립을 위한 정치적 지원 체제가 확립되고 군대에 징병자를 늘리게 되었다.
노스캐롤라이나 식민지에서 로열리스트가 지역에서 징병을 하려는 움직임은 렉싱턴 콩코드 전투의 소식이 들어갔을 때부터 시작되었으며, 패트리어트도 똑같이 대륙군과 민병대의 조직화를 시작했다. 1776년 1월, 영국군이 이 지역에 원정을 계획하고 있다는 소식이 있자 총독인 조시아 마틴은 도착에 맞춰 로열리스트의 민병대를 결집시킬 것을 명령했다. 패트리어트 민병대와 대륙군의 부대가 합류하는 것을 저지하기 위해 동원된 몇 가지 경로가 봉쇄되었기 때문에 장비가 허술한 채로 로열리스트는 윌밍턴에서 약 18마일 (29 km) 북쪽 무어즈 크릭 다리에서 패트리엇 부대와의 충돌을 하게 되었다.
2월 27일 새벽에 진행된 짧은 전투에서 스코틀랜드계의 로열리스트가 칼을 휘두르고 다리를 건너 돌격했지만, 머스켓 총의 일제 사격을 당했다. 로열리스트 지도자 1명이 전사하고 많은 이들이 포로가 되었고, 전군은 뿔뿔이 되었다. 이후 며칠 동안 많은 로열리스트가 체포되면서, 추가 징병 움직임은 봉쇄당했다. 노스캐롤라이나 식민지가 군사적 위협에 노출된 것은 1780년 이후이고, 이 전투의 기억과 그 여파는 1781년에 영국군을 이끌고 있던 찰스 콘월리스가 이 지역에서 로열리스트를 징병하려고 할 때 부정적인 노력이 되었다.

## 배경
1775년 초기, 13개 식민지에서 정치적, 군사적 긴장이 고조되자, 노스캐롤라이나 식민지 총독 조시아 마틴은 노스캐롤라이나 내륙에 있는 스코틀랜드계 개척자와 동조적인 사회개혁당(원래는 부패한 식민지 관리에 대항한 집단) 및 해안에서 불만을 품고 있는 로열리스트와 결부시켜, 대규모 로열리스트 세력을 구축하고 역내의 패트리어트 동조자에 대항하려했다. 마틴은 런던에 1,000명 징병 허가를 청원했다가 거절당했지만 로열리스트 지원을 규합하려는 움직임을 계속했다.
이 무렵, 스코틀랜드 출신의 앨런 맥클린이 북아메리카 중에서 스코틀랜드계 로열리스트를 징병하는 권한을 국왕 조지 3세에 청원하는 성공했다. 4월에는 북아메리카에 사는 퇴역한 스코틀랜드계 병사를 징병해, ‘로열 하이랜드 이민대’(Royal Highland Emigrants)라는 1개 연대를 결성할 수 있는 허가를 왕실에서 받았다. 따라서 1개 대대는 뉴욕, 퀘벡 및 노바스코샤의 각 식민지를 포함한 북방의 식민지에서 징병하는 것으로, 두 번째 대대는 수많은 병사가 토지를 부여받은 노스캐롤라이나 등 남부의 식민지에서 징병하게 되었다. 맥클린은 6월에 토마스 게이지 장군에게서 임무를 부여받은 후, 6월 17일에 실시된 벙커 힐 전투에도 참전한 베테랑 장교인 도널드 맥로드와 도널드 맥도날드를 남부에 파견하여 그곳에서 징병 활동을 추진했다. 이러한 징병 담당자는 유명한 재커바이트의 여주인공 플로라 맥도널드의 남편인 앨런 맥도날드가 이미 북미에서 활발하게 징병 활동을 하고 있다는 것을 알고 있었다. 징병 담당자가 노스케롤라이나의 뉴베른에 도착했다는 것을 현지의 안전위원회는 의심을 품고 있었지만, 그들을 체포하지는 않았다.